# Tenebrae (Film)
Tenebrae ist ein italienischer Giallo von Dario Argento aus dem Jahr 1982. Er ist auch unter den Titeln Tenebre, Tenebre – Der kalte Hauch des Todes oder Unsane bekannt.
Wegen seiner expliziten Inszenierung der Gewaltdarstellungen, die in einer ästhetischen Werbefilmoptik präsentiert werden, wurde der Film lange indiziert, gilt aber mittlerweile als Klassiker unter den Giallos und trug zu Argentos Ruf als Kultregisseur des Horrorgenres bei. Dabei wird Tenebrae entweder dem Thrillergenre zugeordnet oder als Horrorfilm klassifiziert.

## Handlung
Der amerikanische Schriftsteller Peter Neal reist nach Rom, um dort seinen neuesten Bestsellerroman „Tenebrae“ vorzustellen. Vor Ort erwarten ihn schon sein Literaturagent Bullmer, seine Assistenten Anne und Gianni sowie seine Ex-Frau Jane (von deren Anwesenheit er allerdings nichts weiß). Kurz nach seiner Ankunft erfährt er von den beiden Kriminalpolizisten Germani und Altieri, dass kurz zuvor in Rom ein Mord stattfand: Der Ermordeten, einer polizeibekannten Ladendiebin, wurde mit einem Rasiermesser die Kehle durchtrennt, genauso wie den Opfern in Neals Kriminalroman. Zudem benutzte der Täter Buchseiten aus Tenebrae als Knebel.
Neal wird misstrauisch, als er bemerkt, dass sein Gepäck durchwühlt wurde. Die Polizei geht davon aus, es mit einem Wahnsinnigen zu tun zu haben und ist bereits in Peter Neals Wohnung, als er den ersten mysteriösen Brief des Täters erhält und telefonisch mit dem Tod bedroht wird. Kurze Zeit später werden dann Tilde, eine lesbische Journalistin und Bekannte Neals, sowie ihre Freundin tot in ihrem Haus aufgefunden, beide mit durchtrennter Kehle. Nach jedem der Morde, die wie kleine, blutige Choreographien anmuten, macht der Täter ein Erinnerungsfoto des Opfers. Auf der Flucht vor einem Hund gelangt Maria, die Tochter von Neals Vermieter, in das Versteck des Täters und findet die Fotos der Ermordeten. Beim Versuch zu fliehen, gelingt es dem Täter sie auf dem Grundstück einzuholen, wo er auch sie mit der Axt erschlägt. Daraufhin beschließt Neal, eigene Nachforschungen anzustellen.
Dabei fällt Neal auf, dass der Fernsehmoderator Christiano Berti, dem er erst kurz zuvor ein Interview gegeben hat, sich sehr intensiv für Neals Buch Tenebrae interessierte und zudem eine auffällige Übereinstimmung zwischen Bertis Aussagen und den Botschaften des Täters besteht. Daraufhin fährt Neal, zusammen mit seinem jungen Assistenten Gianni, zu Bertis Haus und beobachtet vom Garten aus, was dort vor sich geht. Durch das Fenster beobachtet Gianni, wie Berti von einem Angreifer mit einer Axt getötet wird, kann jedoch den Täter nicht erkennen. Vollkommen verängstigt flieht Gianni und muss draußen feststellen, dass Neal, wahrscheinlich vom Täter, mit einem Stein bewusstlos geschlagen wurde. Den beiden Männern gelingt dennoch die Flucht und sie vereinbaren Stillschweigen über den Vorfall.
Am nächsten Tag teilt Neal seinem Literaturagenten Bullmer mit, dass er Rom, aufgrund der Todesdrohungen, für eine Weile verlassen möchte. Bullmer wäre es lieber, wenn Neal seine Abreise nur vortäuscht, da er in wenigen Tagen einen wichtigen Vertrag unterzeichnen soll. Kaum hat Neal das Büro verlassen, tritt seine Ex-Frau Jane dort auf, die offensichtlich eine Affäre mit Bullmer hat. Neal und Gianni fahren anschließend zu Bertis Haus, wo Germani mit der Spurensicherung beschäftigt ist. Er zeigt ihnen detaillierte Aufzeichnungen Bertis über Neals Leben und Karriere, die belegen, dass Berti von Neal besessen gewesen sein muss. Germani schließt anhand der Vorgehensweise, dass es sich um denselben Mörder handelt, wie bei den vorherigen Fällen. Neal verabschiedet sich von Germani, um seine Abreise vorzubereiten. Zeitgleich wird Bullmer mitten auf einem belebten, öffentlichen Platz von einer nicht sichtbaren Person mit einem Messer erstochen.
Am Abend begibt sich Gianni für weitere Nachforschungen erneut zu Bertis Haus, wird jedoch auf dem Rückweg in seinem Auto vom Täter von hinten mit einer Garrote erdrosselt. In der Zwischenzeit ruft Jane bei Neals Assistentin Anne an und bittet sie um Hilfe, da sie nach dem Mord an Bullmer um ihr eigenes Leben fürchtet. Anne macht sich sofort auf den Weg zu Janes Apartment. Bevor sie eintrifft, wird Jane jedoch vom Täter aufgesucht, der sie brutal mit einer Axt tötet, nachdem er ihr zuvor damit die Hand abgeschlagen hat. Eine Frau, die gleich anschließend das Appartement betritt, wird ebenfalls niedergemetzelt. Erst jetzt wird die Identität des Mörders aufgedeckt: Es handelt sich um Peter Neal selbst, der für einen Schreckmoment glaubt, er hätte versehentlich seine Assistentin Anne erschlagen.
Detective Germani und Anne betreten das Apartment während Neal feststellt, dass es sich bei der Toten um Detective Altieri handelt. Entsetzt über den Mord an seiner Kollegin fordert Germani Neal auf, sich zu stellen. Dieser gibt alles zu. Die ersten Morde wurden von Berti begangen, der von Neals Buch "Tenebrae" und Botschaften, die er darin hineininterpretierte, besessen war. Als er dahinterkam, dass Berti der Mörder war, tötete er ihn, täuschte zwecks Alibi vor, bewusstlos geschlagen worden zu sein, und schlüpfte selbst fortan in die Rolle des Killers, um Rache an Bullmer und Jane für deren Affäre zu üben, während die Polizei immer noch glauben sollte, dass es sich um denselben Täter wie bei den ersten Morden handle, für die Neal ein Alibi hatte. Er tötete auch Gianni, da dieser die letzten Worte Bertis, er wäre "es gewesen", mitanhörte und so auf die Lösung des Falls hätte kommen können.
Bevor er verhaftet werden kann fährt sich Neal jedoch mit einer Rasierklinge über die Kehle und sinkt blutüberströmt zu Boden. Da die Telefonleitung gekappt wurde, verlässt Germani zusammen mit Anne das Haus, um von seinem Wagen aus seine Kollegen über die Morde und den Suizid zu informieren. Bei seiner Rückkehr zum Tatort stellt Germani entsetzt fest, dass Neal nicht mehr auf dem Boden liegt. Nachdem er die mit Kunstblut präparierte Rasierklinge betrachtet, die Neal verwendet hat, und er den Tatort weiter zu untersuchen beginnt, taucht dieser direkt hinter Germani auf und versetzt ihm einen mächtigen Axthieb, der ihn tötet oder zumindest handlungsunfähig macht. Aufgeschreckt von dem Lärm betritt nun Anne das Haus, wo Neal sie schon mit der Axt erwartet. Er steht hinter der Tür, durch die Wucht mit der Anne diese öffnet wird jedoch eine große Skulptur mit riesigen Eisendornen gegen Neal gedrückt, von denen einer Neals Oberkörper durchbohrt und ihn umgehend verbluten lässt.

## Hintergründe
Laut Argentos Aussage wurde Tenebre durch einen Zwischenfall inspiriert, den er während eines Urlaubs in Los Angeles erlebte. Dort sei er mehrfach auf seinem Hotelzimmer von einem verrückten Fan angerufen worden, der ihm zuletzt sogar mit dem Tod drohte. Dieses furchteinflößende Erlebnis und weitere Erfahrungen sinnloser Gewalt hätten ihn schließlich zum Dreh von Tenebre bewegt.
Mit den Filmen Suspiria (1977) und Inferno (1980) begann Argento eine Film-Trilogie über die „drei Mütter“ Mater Suspiriorum (Mutter der Seufzer), Mater Tenebrarum (Mutter der Dunkelheit) und Mater Lacrimarum (Mutter der Tränen), die von Thomas De Quinceys Buch Suspiria de Profundis inspiriert war und im Gegensatz zu Argentos Giallo-Filmen eher übernatürliche Themen behandelte. Doch der 1982 erschienene Film Tenebre war nicht etwa, wie teilweise fälschlich angenommen wurde, der letzte Teil dieser Trilogie (dieser erschien erst 2007 unter dem Namen The Mother of Tears), sondern stellte vielmehr eine Rückkehr zu seinen Giallo-Filmen dar.

## Besonderheiten

### Filmmusik
Der Soundtrack zum Film stammt von der italienischen Progressive-Rock-Band Goblin, mit der Argento auch schon in zwei seiner vorhergehenden Filmen (Profondo rosso und Suspiria) zusammengearbeitet hatte. In den Credits werden aber nur die drei Bandmitglieder Massimo Morante, Fabio Pignatelli und Claudio Simonetti aufgeführt, da sich die Band 1980 eigentlich aufgelöst hatte, jedoch auf Betreiben Argentos für seinen Film nochmal zusammenkam.

### Kranszene
Eine der bekanntesten Szenen des Films ist eine fast 3-minütige, weitläufige Kamerafahrt mit einem Kamerakran, die, an den Wänden und über das Dach, quer über ein Haus führt, bis schließlich die Hände des Mörders ins Bild kommen. Die mit Musik untermalte Szene erwies sich mit der damals noch neuartigen Technik als die am schwersten zu realisierende und aufwändigste Szene des Films.

## Indizierung
Aufgrund der für die damaligen Verhältnisse außerordentlich grafischen Gewaltdarstellungen erschienen von Tenebrae in vielen Ländern nur stark gekürzte Versionen. Der US-amerikanische Videofassung, die  1984 unter dem Titel Unsane erschien, fehlten ganze zehn Minuten. Die britische Fassung wurde vor ihrer Veröffentlichung zwar nur um einige Sekunden gekürzt, wurde aber kurz danach in die später insgesamt 39 Filme umfassende Liste der Video nasties aufgenommen und indiziert und erst 1999 gekürzt und 2003 komplett ungekürzt freigegeben.
In Deutschland  wurde der Film am 11. Oktober 1984 ungekürzt in den Kinoverleih (Titel: Tenebrae – Ein Film wie ein Axthieb) gebracht. Auf Video erschien der Film in einer 92-minütigen, um o. g. Kamerafahrten und Handlungsequenzen gekürzten Kopie, die 1987 von der Bundesprüfstelle für jugendgefährdende Medien indiziert und bundesweit beschlagnahmt wurde.
Am 26. Juni 2022 wurde Tenebrae nach 37 Jahren aus der Liste der jugendgefährdenden Medien gestrichen. Der Streamingdienst netflix begann die ungekürzte Version, ab März 2023, in der italienischen Originalfassung, mit diversen Untertiteloptionen anzubieten.

## Rezensionen
Da der Film beim Erscheinen in den meisten Ländern stark gekürzt wurde und dadurch der Handlungsverlauf und die Ästhetik stark beeinträchtigt wurden, fielen die ersten Rezensionen eher negativ aus. Mit der Veröffentlichung vollständigerer Versionen änderte sich dies jedoch. Kritiker wie Bill Warren zählen den Film mittlerweile zu den Klassikern des Giallogenres. Auf Rotten Tomatoes waren (Anfang 2024) 81 Prozent der 27 Kritikerstimmen positiv, sowie 78 Prozent der mehr als 5.000 Zuschauerbewertungen.

„Einer der Superlativen im Giallogenre, spannend inszeniert und durch enorme optische Anziehungskraft vom ein oder anderen Logikfehler ablenkend, weiß „Tenebre“ auf ganzer Linie zu überzeugen. Moderne Synthiemusik der Goblinformation und mehr als befriedigende Schauspieler machen den Film zu einem Fest für die Sinne, das in seiner Intensität im Genre nach seinesgleichen sucht. Sinnlich, berauschend und faszinierend!“

„„Tenebrae“ ist ein technisch meisterlich inszenierter Thriller Dario Argentos. Wenn man über die manchmal fehlende Logik nicht stolpert, wird man als Zuschauer mit ausgefeilten Bildcollagen, einem tollen Soundtrack und generell einem Werk des Italieners belohnt, der hier einmal den eigenen Ruhm kritisch wie auch satirisch beleuchtet.“

„Die Erzählweise von »Tenebre« ist für Argentos Verhältnisse ausgesprochen linear und publikumsfreundlich — wenn einen die Gewaltorgie am Schluss mit den riesigen Blutfontänen, den überraschend schnellen Morden und den Verstümmelungen, mit denen Argento alles überbieten wollte, was das Genre bis dato geliefert hatte, nicht abschreckt. »Tenebre« ist ein kalter, moderner Schocker, der Argentos Lieblingsmotiv, nach dem sich der in Bedrängnis geratene Künstler an etwas Wichtiges erinnern muss, wieder aufnimmt, wobei Argento diesmal einen Schritt weitergeht, indem er den Helden gleichsam zum Täter macht.“

„Argento [kehrt] hier zu seinen Giallo-Wurzeln zurück und präsentiert wie schon mit „Profondo Rosso“ einen durch und durch gestylten Kriminalreißer mit Grand-Guignol-Mordeinlagen und einem überaus weltlichen Killer. […] Die schwelgerischen Art-Déco-Welten von „Suspiria“ und „Inferno“ sind hier einer kühlen, hellen Klarheit gewichen, in der die Farbe Weiß übermächtig dominiert und – wenn dann das rote Blut an weiße Wände spritzt – die Einbrüche von Gewalt noch drastischer und überzeichneter wirken lässt, als sie es ohnehin schon sind. […] Ein mit einem Bodycount von 10 ziemlich blutrünstiger Giallo … und für alle Genrefans natürlich ein Must-see, über jeden Zweifel erhaben.“

Eine völlig andere Bewertung nimmt die Rezension des Katholischen Filmdienstes im Jahr 1984 vor:

„Ein auf Hochglanz polierter blutiger Horror-Thriller mit abstruser, an den Haaren herbeigezogener Handlung. Psychologisch unglaubwürdig und obendrein spannungsarm, da der Film allzu viel (Film-)Blut und viel zu wenig Suspense bietet. - Wir raten ab.“

## Referenzen und Einfluss auf andere Werke
Die spezielle Inszenierung von Gewalt im Werk von Dario Argento hatte Einfluss auf das Werk zahlreicher Kreativer. Quentin Tarantino gab an, dass Tenebrae seinen liebsten Filmmord enthält; Janes blutige Ermordung mit der Axt, die von einer Einstellung auf den horizontalen Blutfleck an der Wand gefolgt wird.

### Filme
- Die mit dem Kran gefilmte Szene hat Brian De Palma 1987 in The Untouchables – Die Unbestechlichen zu einer ähnlichen Szene inspiriert.
- In Der Koch, der Dieb, seine Frau und ihr Liebhaber, 1989 von Peter Greenaway wird ein Schriftsteller ermordet, indem er – wie hier das erste Opfer – mit zerknüllten Buchseiten erstickt wird.
- Kenneth Branagh inszeniert in Schatten der Vergangenheit, aus dem Jahr 1991, einen Todesfall, bei dem, wie auch bei dem blutigen Ende von Tenebrae, ein scharfkantiges Kunstwerk zum Tod der Figur führt.
- Der Moment, in dem der Täter direkt hinter seinem letzten Opfer auftaucht, wird von Brian De Palma 1992 in Mein Bruder Kain aufgegriffen, bei dem der Täter von John Lithgow gespielt wird.

### Musik
- Die Handlung des Films wurde 2017 von deutschen Dark-Metal-Gruppe Eisregen auf deren Album Fleischfilm im Lied Hauch des Todes verarbeitet.